# Jon Eley
Jon Eley (né le 19 août 1984 à Solihull) est un patineur de vitesse sur piste courte britannique.

## Carrière
Il participe aux Jeux olympiques d'hiver de 2006, 2010 et 2014. 
En 2006 à Turin, il arrive cinquième au 500 mètres. En 2010 à Vancouver, il arrive sixième au relais masculin du 5000 mètres.
En février 2011, son équipe de relais bat le record du monde du 5000 mètres.
Il est le porte-drapeau de la délégation britannique aux Jeux olympiques de 2014.